# Peter de Witte III
Peter de Witte (Anversa, 1617 – Anversa, 1667) è stato un pittore fiammingo del periodo barocco.

## Biografia
Secondo il biografo olandese Arnold Houbraken, il pittore di nome Peter de Wit era degno di inserito nel suo De groote schouburgh der Nederlantsche konstschilders en schilderessen (Il grande teatro dei pittori olandesi) (1718), con un frammento di poesia su de Wit di Cornelis de Bie che lo menzionò tra i talenti del paesaggio.
De Witte era il figlio illegittimo di Pieter de Witte II e fratello di Gaspar de Witte e di Jan Baptist. Dopo aver imparato a dipingere paesaggi da suo padre, viaggiò in Italia, e al suo ritorno divenne membro di Anversa della Corporazione di San Luca nel 1646. Philips Bonnecroy fu un suo allievo. Nessuna opera gli è stata attribuita in modo specifico, sebbene la poesia di de Bie menzioni vari uccelli e un'illustrazione di un uccello che decora la pagina del libro con la poesia.